# 明日の君と逢うために
『明日の君と逢うために -Till I Reach Your Tomorrow-』（あしたのきみとあうために）は、2007年11月30日にPurple softwareから発売されたPC用18禁恋愛アドベンチャーゲームである。略称は「明日君」（あすきみ）。
2008年10月24日には、ファンディスク『明日の七海と逢うために』（あしたのななみとあうために）が発売された。
また2009年11月27日には、本編とファンディスクがセットになった『明日の君と逢うために COMPLETE BOX』が発売された。
本作は、神様伝説が残る島を舞台に、主人公やヒロイン達が失われた「記憶」や「神隠しの謎」などに向き合っていく物語である。
一方、ファンディスク『明日の七海と逢うために』では、本編のキャラクター人気投票でサブキャラクターながら第1位を獲得した七海美菜と、本編では存在が明かされただけで登場しなかった七海真奈美の姉妹のifストーリー、および本編のヒロイン全員が登場するパラレルショートストーリーが収録されている。

## 制作

### 明日の君と逢うために
本作品の企画は2005年10月頃から動き始めていた。Purple softwareからの「明るい学園物。軽く不思議要素も」という指定を受け、企画・シナリオ担当の鏡遊が3つほどの企画を提案した中で、満場一致で本作品が選ばれた。鏡も「明るく楽しい学園物」のコンセプトに沿って、放っておけばシリアスになりがちな自分のシナリオライティングを、明るい方向へ行くように意識した。
システム面では、前作『プリミティブリンク』で投入された新ゲームエンジンを活用し、海などの背景を2〜3秒のループアニメーションで動かす演出がなされている。プロデューサーの石川泰によれば、作品舞台である自然豊かな田舎の島の「空気感」を表現したかったという。

### 明日の七海と逢うために
本編に続いて企画・シナリオを担当した鏡によれば、七海は本編製作時から社内で人気があり、彼女のルートも作りたかったが追加する余地が無かった。しかし発売後の人気投票でも七海が好評だったことから、彼女をヒロインとするファンディスク製作がスタートした。妹の真奈美については、本編製作時から「どこかで展開に詰まったら真奈美を使って進めよう」と思っていたが、結局登場する機会が無く、ファンディスクでのお披露目となった。また原画のまっぴーらっく.によれば、真奈美が「常に防犯グッズを持っている」という設定からいたずらで電磁警棒を描いたところ、所持品として正式採用されてしまったという。
なお、タイトルに付加された英語訳"Till I Reach Your Tomorrow"は本編と変わっておらず、パッケージイラストの七海は本編パッケージの明日香と同じポーズ（左右対称）で描かれている。

## ストーリー

### 明日の君と逢うために
八代修司は、7年ぶりに故郷・御風島（みかぜじま）へ戻り、幼馴染みだった若宮明日香と再会する。かつて修司の目の前で“神隠し”に遭い、最近になって突然戻って来た明日香は過去の記憶を失っていたが、再会した修司に明るい笑顔を見せる。修司は従姉の御風里佳の家で明日香を含めた3人の共同生活を始め、編入した鈴森学園（すずもりがくえん）の新しい仲間達と共に、失われた過去の「記憶」や「神隠しの謎」に向き合っていく。

### 明日の七海と逢うために
七海美菜・真奈美姉妹のifストーリー、本編のヒロイン全員が登場するパラレルショートストーリーが収録されている。

## 登場人物

### 主人公
八代 修司（やしろ しゅうじ）
声：野島健児（ドラマCD）
キャラクター人気投票：第11位
鈴森学園2年。御風島出身。明日香の神隠し事件で両親が修司の身を案じ転校させられ、東京に住んでいたが、従姉の里佳より鈴森学園転入の誘いに乗り、7年前に行方不明で失った明日香の記憶を取り戻す為に島に戻ってくる。
料理が得意で「御風家の家事をすること」を条件として、明日香と共に里佳の自宅に居候する。編入試験を何とかパスして文武両道を標榜する鈴森学園に入学したものの、あまりのレベルの高さに苦労する一面もある。スポーツは昔野球をやっていた為運動神経は良いがほかの鈴森の生徒に比べ体力が無い。
自由な面々が多い中ツッコミ役として活躍することが多い。口が上手く、たまに人をいじったり意地悪をする。またりんに「致命的」と呼ばれるほどの方向音痴で、よく道に迷っている。
明日香・瑠璃子・里佳には「シュウ（君・先輩）」と呼ばれている。御風島では「最後に神様を見た男」として有名人でもある。りんを視認できるかつ、覚えていることが出来るため彼女から「特別」な存在と呼ばれる。
森に入ったものの明日香を引き止められず、明日香が自分の目の前で消えてしまったことで深い悲しみに落ち、神隠しを恐れた両親と共に東京へ引っ越す。その際に明日香が落とした片方のリボンを御風島に戻るまで大事に保管してきた。

### ヒロイン
若宮 明日香（わかみや あすか）
声：安玖深音
誕生日：7月7日 / 血液型：O型 / 身長：155cm / テーマ曲：Smile Girl / 人気投票：第5位
鈴森学園2年。良くも悪くも素直で元気。好奇心旺盛で、暴走することも多いが不思議と憎めない少女。
子供の頃に修司と御風島の森に遊びに行った際に、1人で神隠しに遭い（作品中では『「向こう」の世界に行く』と呼ばれる）、その6年後に以前の記憶を全て失って戻ってきた。
見かけ上はわからないが、その失った記憶を取り戻すべく猛勉強した所、現在は学年トップの成績を持つ優等生となった過去を持つ。その特権で部室棟の一部屋を「勉強部屋」として自由に使い、昼休みに仲間達と弁当を食べている。見た目も可愛く鈴森の四天王に数えられていて、たまに告白もされている。
神隠しから戻ってきた後は本人の希望で、島外にいる両親とは暮らさず御風島に残り里佳の元に居候し、後に戻って来た修司と共に暮らすことになる。
眠るとき人の体温を求め修司の部屋に入って来るなど寝起き、寝相とも最悪。しかし朝の日課にしている森の散歩は寝ぼけながらも欠かさず、迷うことなく帰って来る。
好奇心旺盛な性格のせいで、子供の時に自ら進んで「向こう」の世界に独りで旅立つ事を決意する。以前の記憶を全て失っているのは、自分の記憶を代償として、修司達の居る元の世界に戻ることをりんに願ったためである。
舞ルートでは修司に恋心を抱き彼の隣に居ようとするも、舞が修司の恋人になってしまったことで居場所を見失い、再び「向こう」の世界に行ってしまった。
泉水 小夜（いずみ さや）
声：祢乃照果
12月12日 / AB / T165 / テーマ曲：Calm Girl / 人気投票：第3位
鈴森学園2年。御風島の出身だが、現在は両親が遺した本土のマンションで一人暮らしをしている。見た目は小顔でモデル体型、少しつり目気味の美少女で、鈴森四天王の一人に数えられている。外見通りの性格はクールで孤高、周りには一切容赦がなく、人間嫌い。護身術も身につけており、自分に言い寄ってきた者は男女問わず返り討ちにしている。
勉強も運動も優秀だが、明日香に敵わず学年2位の座にいるが、負けず嫌いの為いつかは明日香を追い越そうとしている。いつも遅刻をして気ままに登校しているが、その学力の高さゆえに特に咎められる事もない。
休日を一日中寝過ごしたり、買い物をネットショッピングで済ますなど少し引きこもり気味な面がある。またスレンダーな体型なため胸の大きさに対してコンプレックスを持っており、それらを指摘するとキレる。
事故で両親が他界したあと、姉の咲も神隠しで失っており10年間姉の帰りをひたすら待っている。そのため、明日香を敵視しながらも、同時に神隠しについて強い興味を持っている。
夕霧 瑠璃子（ゆうぎり るりこ）
声：五行なずな
10月10日 / A / T161 / テーマ曲：Obedient Girl / 人気投票：第4位
鈴森学園1年。修司の一つ下の後輩で、お菓子作りが得意な内気・健気で病弱な少女。天然で癒し系だが、時たま自覚なしに毒舌を吐く。本人は自分の見た目を地味だと思っているが、実際にはかわいくて目立つ上、かなりの巨乳を誇り、鈴森四天王に数えられている。
幼少の頃に修司に会っており、その時に修司から「リコ」というあだ名を貰っている。兄の直輝の扱い方を良く心得ており、シスコン気味の兄に対しては少々手厳しい。
夕霧家は先祖代々巫女の家で、神々からの呪いとして本家で生まれた女性は全員若くして亡くなっている。瑠璃子の両親、そして兄である直輝がその原因究明の為に医者にはなったものの、未だに解決できないでいる。
藤崎 あさひ（ふじさき -）
声：井村屋ほのか
4月2日 / O / T147 / テーマ曲：O・HI・SA・MA Girl / 人気投票：第8位
鈴森学園3年。修司達の先輩で、七海の所属する演劇部部長。鈴森四天王の一人で最上級生に見えない程の小柄。可愛らしい見かけによらず毒があり、かなりのマイペースでどんな相手でも自分のペースで次々と巻き込んでいく。文武両道を標榜する鈴森の生徒としては、壊滅的に勉強ができない。
しかし部長としては優秀で演技の巧さは部内でも群を抜いており、舞台脚本の構成、書き割りや小道具を部活時間外に一人で手がけるなど演劇に賭ける意気込みは人一倍強く、七海をはじめとする演劇部員から尊敬されている。
たまに人の本質を見抜き、それを踏まえた助言を修司たちに与える。その時はいつもの姿から想像できない感情の読めない透明感のある眼になる。
その正体は沖原に住んでいた神様の生まれ変わり。自分が人間と違う寂しさから逃れる為、りんに願って「藤崎あさひ」という人間として生まれ変わった。
月野 舞（つきの まい）
声：沢野みりか
11月15日 / B / T160 / テーマ曲：Cool Girl / 人気投票：第2位
本土にある沖原女子学院の2年生で修司のバイト仲間となる。強気で少しひねくれているが後輩思いであり、人を気遣う配慮を見せる心優しい少女でもある。美麗な容姿であり、その美しさは修司も「美人」と認めるところ。過去に鈴森学園を受験しているが失敗してしまった。
実家は沖原で人気の「月花」（げっか）という中華料理店を営んでおり、その店を継ぐ為に現在も邁進中で、料理も上手い。店の制服であるチャイナドレスを着て接客しながら従業員教育に当たっている。接客態度、営業スマイル共に完璧で自身の美貌も相俟って客受けはとても良く、彼女目当ての客が来るほど。しかし、従業員の教育はバイト内の誰が見てもイジメが入っているので、陰で「ツインテールの悪魔」と呼ばれている。
性格の被る小夜とは馬が合わず、非常に仲が悪い。
御風 里佳（みかぜ りか）
声：一色ヒカル
2月7日 / B / T167 / テーマ曲：学園長室の主 / 人気投票：第6位
修司の母方の従姉で、島の名家である御風家の現当主。鈴森学園の学園長兼国語教師で、修司のクラス担任でもある。生徒を含めて学園で最も大人気ないと言われているが、面倒見が良く嫌味がないため周りから人気がある。（登場人物中唯一、咲を通して長年面識のある小夜にのみ嫌われている）
見かけはプロポーション抜群の美女なのだが、性格ががさつで怒ると誰よりも怖く、毎日晩酌を欠かさない酒好きでもある。家事全般は壊滅的で（料理にチャレンジして2・3回火事を起こしかけたことがある）、修司が来る以前の彼女と明日香の食生活は生肉を食べさせられるほど凄惨な状況だったらしい。
隣の家に住んでいる直輝とは幼馴染で、小夜の姉の咲とは鈴森学園の学生時代に出会い親友となった。
りんとも昔から面識があり、学生時代はりんの姿が見えていたが、現在は声しか聞けない。
※声を担当した一色は「ほめられてのびるらじおPP」第37回放送内で、自身も“酔いどれキャラ”であることから「わざと自分にふったのか？」とコメントしている。

### サブヒロイン
七海 美菜（ななみ みな）
声：風音
10月20日 / O / T163 / テーマ曲：Braided Girl / 人気投票：第1位
鈴森学園2年。修司達のクラスメイトで、内申書の為にクラス委員長を務めている落ちこぼれ。学園内でも美人として有名だが、ハイテンションでいつも騒がしく、常に行き当たりばったりなかなりぶっ飛んだ性格のため、せっかくのプロポーションも「無駄に巨乳」の一言で片付けられている。
演劇部に所属しており、同性である部長のあさひに異常なほどに憧れている。妹を世話をしながら朝は牛乳配達、そして午後には舞の中華料理屋「月花」でバイトに勤しんでいる。一人称はなぜか苗字の「七海」で、修司・瀬戸・小夜・舞には名前の後に「ちん」を付けて呼んでいる。
※本編ではサブキャラクターだったが、ファンディスクで攻略ストーリーが収録された。
七海 真奈美（ななみ まなみ）
声：夏野こおり
9月11日 / O / T161
七海美菜の妹。本土にある沖原女子学院の1年生であり、舞の後輩にあたる。瑠璃子とは島の学校に通っていた頃からの友人。
姉と違い大人しく理性的に見えるが、実は極度の男性恐怖症であり、男性が近づくと防犯グッズ（主に電磁警棒でこれらは小夜が姉に渡したものを流用している）を使って攻撃を仕掛けてくる。さらにはシスコンの気もあるため、大好きな姉に近付く男にはさらに容赦がなくなる。美少女が大好きで、そんなところは姉と同じである。
有名なピアノ奏者であり、かつてはあちこちのコンクールを総なめにするほどの腕前だった。しかし前述の男性恐怖症が災いし、男に見られていると思うと集中を乱してしまうせいで、現在はコンクールの類には一切出場しなくなってしまっている。練習のためによく鈴森学園にある高価なピアノを弾きに来ている。
趣味で作曲も嗜んでおり、姉の依頼で演劇に使うBGMを作曲したりすることもある。
※本編では名前のみ登場していたが、ファンディスクで攻略ストーリーが収録された。

### サブキャラクター
瀬戸 和也（せと かずや）
声：城樹翔
1月8日 / O / T175 / 人気投票：第12位
鈴森学園2年。修司達のクラスメート。要領が良く、学業は学年3位の実力を持つ。学級副委員長も務め、七海が委員長でも問題なくクラスが機能しているのは彼のおかげである。あまり感情を見せず、飄々としているが、実際はかなりの毒舌家である。
明日香といると何か楽しいことがあると思い、彼女に興味を持ちよくつるんでいる。
医師志望で、無給ながら夕霧診療所で雑用係として働いている。
夕霧 直輝（ゆうぎり なおき）
声：小池竹蔵
10月31日 / B / T180 / 人気投票：第10位
瑠璃子の兄で、御風島で唯一の医者。鋭い目とぶっきらぼうな物言いだが、医師としての腕は確かで周囲の信頼は厚い。里佳と咲の元クラスメートで、現在は家が隣同士の里佳とは腐れ縁状態である。咲とは鈴森での同級生で、学生時代里佳からは咲に、咲には里佳に好意があると思われていたが、その本意は不明。
元々両親が経営していた夕霧診療所を1人で切り盛りしているが、設備の問題で本土の病院に出ることも多い。病弱な瑠璃子にはかなり甘いため、常に手玉に取られている。
本編の一部シナリオやファンディスクから車好きであることが窺える。ドラマCDでも里佳に「走り屋」、「暴走族」など言われている。
りん
声：北都南
T145 / テーマ曲：浴衣の少女 / 人気投票：第7位
時々修司の前に現れる、感情が読めない眼をした浴衣を着た少女。
その正体は御風島を護る神様で、この世界にいる最後の「神」と言われている。本来は「向こう」の世界にいる筈だが、よく修司と森で出会い、自分から話しかけて来る。神である彼女を認識するのは困難で、見えても彼女自身の存在を普通の人は忘れてしまう。
相手の心を読む術に長けているが、抑揚のない喋り方の為、話をしている事が冗談なのか本気なのかわからないところがある。また彼女に強く願えば奇跡を起こす力を持つが、それなりの代償が必要になる。
最後に「向こう」に帰ってしまうが、ルートによってはこちらの世界に残り、眼も普通の人と同じになる。
泉水 咲（いずみ さき）
声：葉村夏緒
3月26日 / AB / T165 / 人気投票：第9位
小夜の姉で、里佳と直輝の鈴森学園での元クラスメート。10年前に、理由不明のまま小夜を置いて自分の意思で「向こう」の世界に旅立ち、そのまま住み着いている。性格は里佳曰く、「妹と違って明日香に似ている」という。
あすか
声：安玖深音
明日香の神隠し以前そのままの姿だが、実体はなく意識と記憶だけの存在。明日香がりんに元の世界に戻るために払った代償である明日香の過去の記憶なのだが、なぜだか一緒に元の世界に戻ってしまった（前例が無いためりんにもわからない）。
修司に「あーちゃん」と呼ばれ、いつも一緒に森で遊んでいたが、7年前の彼女自身の意思により見たことの無いものを見るために、神様が住む「向こう」の世界へ行ってしまう。
八代 理子（やしろ りこ）
声：倉田まりや
2種類ある瑠璃子のエンディングのうち、片方に登場する修司と瑠璃子の娘。修司がつけた瑠璃子のあだ名をそのまま娘の名前にしている。夕霧本家の女性のみに伝わる病を瑠璃子と修司で分け合ったことで、彼女は病に冒されることなく健康な状態で生を受けることができた。

## 作品舞台
御風島（みかぜじま）
本作品の主舞台の島。6月でも海に入れる程温暖な気候で、夏が長い。本土との交通手段は船もあるが、沖原から延びる橋を渡る電車が主に利用されている（ただし悪天候時には運休してしまうことが多い）。島の開発は遅れており、コンビニもなく、買い物は古くからある商店街で行うのが一般的。島の大半を覆う深い森には、かつて神様が住んでいたと言われる（7年前の明日香の神隠し事件で修司が神様を見たのが、一般には最後の神様目撃例とされている）。
鈴森学園（すずもりがくえん）
御風島にある主人公達が通う学園。古い木造校舎で、島の森を切り開いた場所に建っている。設立者は修司と里佳の祖母で、現在は里佳が学園長を務める。元は神を護る人材の養成機関として設立されたためか文武両道を標榜し、学生の学力偏差値は高く、体育の授業も他校と比べて厳しい。
沖原（おきはら）
御風島に一番近い本土の街。島とは橋を渡る電車で結ばれている。御風島と違って開発が進み、近代的な街並みになっている。
月花（げっか）
沖原にある中華料理屋。舞の実家で、修司と七海のバイト先。女子の制服はチャイナドレスで、男子の制服も中国衣装になっている。高級感のある料理は美味く、かわいいウェイトレス目当ての客も来るなど、店は繁盛している。

## スタッフ
（出典：）

### 明日の君と逢うために
- プロデューサー：石川泰
- ディレクター：守屋天、湯
- 企画：鏡遊
- 原画：まっぴーらっく.
- シナリオ：鏡遊（統括、明日香・小夜・瑠璃子ルート）、北川晴（あさひ・舞ルート）
- 音楽：yan（鳥煮亭）
- プログラム：河合優子
- 営業・広報：みやび、彦二、みさきみかど
- オープニングアニメ制作：ジェリーフィッシュ
- CGムービー制作：matsuNe (ALICE FROM JAPAN)

### 明日の七海と逢うために
- プロデューサー：石川泰
- ディレクター：湯
- 企画：鏡遊
- 原画：まっぴーらっく.
- シナリオ：鏡遊
- 音楽：yan（鳥煮亭）
- CG統括：白米、貞本琉規
- 背景美術：さいが、有限会社コミック、山本浩憲
- プログラム・演出：河合優子
- ムービーディレクション：matsuNe (ALICE FROM JAPAN)

## 主題歌

### 明日の君と逢うために
オープニングテーマ「TIME」
作詞：みやび / 作曲：橋本みゆき / 編曲：鈴木マサキ / 歌：橋本みゆき
エンディングテーマ「only…」
作詞：みやび / 作曲：橋本みゆき / 編曲：田辺トシノ / 歌：橋本みゆき

### 明日の七海と逢うために
主題歌「ever」
作詞・作曲：橋本みゆき / 編曲：chokix / 歌：橋本みゆき

## 関連商品・コンテンツ

### Web
明日の君と逢うために・スピンアウト
本作品のキャラクター・背景・BGMを使ってユーザーが自由にサイドストーリーを作成し、投稿できるサイト。その後『未来ノスタルジア』『秋色恋華』の素材も使えるようになり、「パープルソフトウェア・スピンアウト」と改名されている。

### 書籍
明日の君と逢うために ビジュアルファンブック
コミックマーケット75（2008年12月28〜30日）にて販売。発行：クリアブルーコミュニケーションズ / 監修：Purple software
キャラクター紹介、本編およびファンディスクのストーリー紹介、ショートストーリー「りんちゃん、はじめてのおつかい」、スタッフインタビューとコメント、各種版権イラストなどを収録。
明日の君と逢うために（コミック）
画：恩田チロ
ドラゴンエイジピュア vol.8（2007年12月10日発売）に掲載。

### 音楽作品
明日の君と逢うために オリジナルサウンドトラック
2008年5月3日のDreamParty東京2008春にて販売。
CD2枚組。全35曲。Disk1にBGM・29曲、Disk2に主題歌「TIME」「only…」のフルバージョン／オフボーカル、「TIME」のorgelバージョン、「only…」のacousticバージョン、計6曲を収録。
| 全作曲: yan。 |                                |       |            |      |
| #             | タイトル                       | 作詞  | 作曲・編曲 | 時間 |
| 1.            | 「Smile Girl」                 |       | yan        | 2:33 |
| 2.            | 「Calm Girl」                  |       | yan        | 3:46 |
| 3.            | 「Obedient Girl」              |       | yan        | 3:10 |
| 4.            | 「O・HI・SA・MA Girl」         |       | yan        | 3:03 |
| 5.            | 「Cool Girl」                  |       | yan        | 2:44 |
| 6.            | 「浴衣の少女」                 |       | yan        | 2:46 |
| 7.            | 「学園長室の主」               |       | yan        | 2:34 |
| 8.            | 「Braided Girl」               |       | yan        | 2:53 |
| 9.            | 「Good day good morning」      |       | yan        | 1:36 |
| 10.           | 「Dazzling day」               |       | yan        | 1:26 |
| 11.           | 「Clear water & clear air」    |       | yan        | 2:12 |
| 12.           | 「Romp about」                 |       | yan        | 3:19 |
| 13.           | 「Trace back in memory」       |       | yan        | 3:15 |
| 14.           | 「Believe in」                 |       | yan        | 2:21 |
| 15.           | 「神を忘れた街」               |       | yan        | 2:23 |
| 16.           | 「Misty forest」               |       | yan        | 3:19 |
| 17.           | 「静寂は訪れた」               |       | yan        | 2:28 |
| 18.           | 「More モア」                  |       | yan        | 2:07 |
| 19.           | 「瞳を閉じて」                 |       | yan        | 3:09 |
| 20.           | 「失う悲しみ」                 |       | yan        | 3:11 |
| 21.           | 「Crystal Cage」               |       | yan        | 1:53 |
| 22.           | 「I wish you every happiness」 |       | yan        | 3:50 |
| 23.           | 「ただ、この手にあることを」   |       | yan        | 3:06 |
| 24.           | 「溢れる想い」                 |       | yan        | 2:12 |
| 25.           | 「二人の誓い」                 |       | yan        | 2:28 |
| 26.           | 「唐突な孤独」                 |       | yan        | 1:37 |
| 27.           | 「Evening sky」                |       | yan        | 2:48 |
| 28.           | 「原風景」                     |       | yan        | 1:41 |
| 29.           | 「のどかに過ごす時」           |       | yan        | 1:48 |
| 合計時間:     | 合計時間:                      | 75:38 |            |      |
| 全作詞: みやび、全作曲: 橋本みゆき。 |                          |           |            |            |      |
| #                                    | タイトル                 | 作詞      | 作曲・編曲 | 編曲       | 時間 |
| 1.                                   | 「TIME」                 | みやび    | 橋本みゆき | 鈴木マサキ | 4:10 |
| 2.                                   | 「TIME -instrumental -」 | みやび    | 橋本みゆき | 鈴木マサキ | 4:10 |
| 3.                                   | 「TIME -orgel-」         | みやび    | 橋本みゆき |            | 2:35 |
| 4.                                   | 「only…」                | みやび    | 橋本みゆき | 田辺トシノ | 4:59 |
| 5.                                   | 「only… -instrumental-」 | みやび    | 橋本みゆき | 田辺トシノ | 4:59 |
| 6.                                   | 「TIME -acoustic-」      | みやび    | 橋本みゆき | 鈴木マサキ | 2:51 |
| 合計時間:                            | 合計時間:                | 合計時間: | 23:44      |            |      |
明日の君と逢うために キャラクターソングCD『They will be born TOMORROW』
コミックマーケット74（2008年8月15〜17日）にて販売。
| #         | タイトル                       | 作詞              | 作曲・編曲 | 歌                             | 時間  |
| --------- | ------------------------------ | ----------------- | ---------- | ------------------------------ | ----- |
| 1.        | 「get you☆meet you」           | 紺野比奈子        | 五十嵐芳樹 | 七海美菜（CV：風音）           | 3:44  |
| 2.        | 「They will be born TOMORROW」 | 紺野比奈子        | 五十嵐芳樹 | 若宮明日香（CV：安玖深音）     | 4:25  |
| 3.        | 「5センチの推測」              | 紺野比奈子        | 五十嵐芳樹 | 泉水小夜（CV：祢乃照果）       | 3:58  |
| 4.        | 「smile diary」                | 紺野比奈子        | 五十嵐芳樹 | 御風里佳（CV：一色ヒカル）     | 5:25  |
| 5.        | 「Naughty Girl」               | さゆみん★たいらー | 五十嵐芳樹 | 月野舞（CV：沢野みりか）       | 4:40  |
| 6.        | 「おかえりなさい。」           | 花咲めぐり        | 五十嵐芳樹 | 夕霧瑠璃子（CV：五行なずな）   | 4:17  |
| 7.        | 「ユキドケイ」                 | 紺野比奈子        | 松本慎一郎 | 藤崎あさひ（CV：井村屋ほのか） | 4:56  |
| 合計時間: | 合計時間:                      | 合計時間:         | 合計時間:  | 合計時間:                      | 31:25 |

### ドラマCD
ドラマCD Vol.1『晴れ、ときどき幸せ』
コミックマーケット73（2007年12月29〜31日）にて販売。
ドラマCD Vol.2『どっちにするの！？』
DreamParty東京2008春（2008年5月3日）にて販売。
ドラマCD Vol.3『未来へ吹く風』
コミックマーケット74（2008年8月15〜17日）にて販売。
ドラマCD Vol.4『キケンな夏合宿』
DreamParty東京2009春（2009年5月5日）にて販売。
ドラマCD Vol.5『学園祭パニック！』
コミックマーケット76（2009年8月14〜16日）にて販売。CD2枚組。キャラクターソングCDを同梱。
1. 「あなたから音楽が聞こえる」 歌：七海真奈美（CV：夏野こおり）
2. 「ちいさな奇跡」 歌：りん（CV：北都南）

ドラマCD Vol.6『今日の君に、祝杯を！』
秋葉原電気外祭り2（2009年12月27日）、コミックマーケット77（2009年12月29〜31日）にて販売。

### ラジオCD
ほめられてのびるらじおPP ラジオCD 『明日の君と逢うために』特別編
『明日の君と逢うために』オフィシャル通販特典。
ほめられてのびるらじおPP ラジオCD 『明日の七海と逢うために』特別編
『明日の七海と逢うために』オフィシャル通販特典。

## 反響・批評

### 明日の君と逢うために
| 部門名   | Getchu.com |
| -------- | ---------- |
| 総合     | 6位        |
| シナリオ | 10位       |
| 主題歌   | 4位        |
| 音楽     | 14位       |
| 映像     | 1位        |
| システム | 3位        |

1作目のリリース後、ゲーム作品などの販売を行うGetchu.comにおいて、2007年11月のPCゲームセールスランキングで4位を獲得したほか、
アダルトゲーム雑誌『メガストア』2008年2月号に掲載された「メガストア マンスリーデータランキング」（2007年11月1日～30日集計）においては1位にランクインした。
また、Getchu.comの年間セールスランキングでは28位を獲得した。2007年に実施されたGetchu.comでの美少女ゲーム人気投票における各部門の順位結果は右に示す通りとなった。質が高かったことから総合部門でのユーザー票を集め、他にもCGとムービーのクオリティが評価され映像部門で首位にランクインした。また、多くのユーザーから「優れたゲームシステムと演出効果に驚き」があったという寸評を受けてシステム部門は3位を獲得した。同人気投票のヒロイン部門では月野舞が14位を獲得し、泉水小夜を支持するユーザーコメントもあった。
橋本みゆきによる主題歌「TIME」について、洋泉社が発行する『アニソンマガジン』のライター・有村悠はゲームソングレビュー集の中で、「ギター主体のデジタルポップ」と位置づけ、少女の恋する気持ちがサビの高いヴォーカル・シンセサイザーの音色などに上手く反映されている点を賞賛した。

### 明日の七海と逢うために
ファンディスク『明日の七海と逢うために』は発売後、Getchu.comにおいて2008年10月のPCゲームセールスランキングで5位を獲得し、「ヒロインをふたりに絞ったことで七海好きには嬉しすぎる展開がいっぱい」と評価されたが、年間セールスランキングでは圏外であった。Getchu.comにて2008年に行われた年間人気投票の結果によればシステム部門で14位となったものの、総合・シナリオ・グラフィック・ムービー・ボーカル・BGM・キャラクター・ネーミング部門において圏外に終わった。

### 明日の君と逢うために COMPLETE BOX
COMPLETE BOXは発売後、Getchu.comにおいて2009年11月のPCゲームセールスランキングで27位を記録したが、年間セールスランキングでは圏外であった。